# 桑扎
桑扎（義大利語：Sanza），是意大利萨莱诺省的一个市镇。总面积126平方公里，人口2761人，人口密度21.9人/平方公里（2009年）。ISTAT代码为065133。